# Paratintinnina
Paratintinnina es un género de foraminífero bentónico considerado un sinónimo posterior de Cucurbita de la subfamilia Pseudocucurbitinae, de la familia Milioliporidae, de la superfamilia Soritoidea, del suborden Miliolina y del orden Miliolida. Su especie tipo era Paratintinnina tintinniformis. Su rango cronoestratigráfico abarcaba el Triásico superior.

## Discusión
Algunas clasificaciones incluirían Paratintinnina en la superfamilia Milioliporoidea.

## Clasificación
Paratintinnina incluía a las siguientes especies:
- Paratintinnina tintinniformis †
- Paratintinnina tulipaformis †